# Leone Giacomo Ossola
Leone Giacomo Ossola OFMCap, auch Giacomo Leone Ossola (* 12. Mai 1887 in Caluso; † 17. Oktober 1951 in Brescia) war ein italienischer römisch-katholischer Geistlicher und Bischof von Novara.

## Leben
Er empfing am 28. Oktober 1909 die Priesterweihe für den Kapuzinerorden. Im Jahr 1922 wurde er Pfarrer an der römischen Basilika San Lorenzo al Verano.
Am 22. September 1937 wurde er zum Apostolischen Vikar von Harar in Äthiopien und zum Titularbischof von Salona ernannt. Die Bischofsweihe spendete ihm am 17. Oktober 1937 Pietro Kardinal Fumasoni Biondi, Präfekt der Kongregation für die Evangelisierung der Völker; Mitkonsekratoren waren Giuseppe Antonio Ferdinando Bussolari OFMCap, Erzbischof von Modena und Nonantola, sowie der Kurienerzbischof Luca Ermenegildo Pasetto OFMCap. Leone Giacomo Ossola wurde am 19. Oktober 1943 zum Apostolischen Administrator des Bistums Novara und am 9. September 1945 zu dessen Bischof ernannt. In dieser Zeit tat er sich durch die Rettung von Menschenleben hervor, weshalb die Stadt Novara ihm ein Denkmal errichtete.
Aus gesundheitlichen Gründen verzichtete er am 12. Juni 1951 auf den Bischofssitz von Novara und wurde zum Titularerzbischof von Hierapolis in Syria erhoben. Er starb noch im selben Jahr in einem Ordenshospital in Brescia und wurde in der Kathedrale von Novara beigesetzt.